# Carey Point
Carey Point är en udde i Sydgeorgien och Sydsandwichöarna (Storbritannien). Den ligger i den sydöstra delen av Sydgeorgien och Sydsandwichöarna.
Terrängen inåt land är huvudsakligen kuperad, men åt nordost är den platt. Havet är nära Carey Point åt nordväst.  Det finns inga samhällen i närheten. 